# Présentevillers
Présentevillers est une commune française située dans le département du Doubs, la région culturelle et historique de Franche-Comté et la région administrative Bourgogne-Franche-Comté.
Ses habitants sont appelés les Pientevellais.

## Géographie

### Toponymie
Pesentey Villari, Pisentyvillari en 1147 ; Présenteviller au XIIe siècle ; Pesenteveler en 1291, 1389 ; Presantevillers en 1593 ; Présentenvillers depuis le XVIIe siècle.
Présentevillers est située dans le nord-est de la Franche-Comté, à 8 km de Montbéliard et 28 km de Belfort.

### Climat
Pour des articles plus généraux, voir Climat de la Bourgogne-Franche-Comté et Climat du Doubs.
En 2010, le climat de la commune est de type climat de montagne, selon une étude du Centre national de la recherche scientifique s'appuyant sur une série de données couvrant la période 1971-2000. En 2020, Météo-France publie une typologie des climats de la France métropolitaine dans laquelle la commune est exposée à un climat semi-continental et est dans la région climatique  Jura, caractérisée par une forte pluviométrie en toutes saisons (1 000 à 1 500 mm/an), des hivers rigoureux et un ensoleillement médiocre. 
Pour la période 1971-2000, la température annuelle moyenne est de 9,8 °C, avec une amplitude thermique annuelle de 17,3 °C. Le cumul annuel moyen de précipitations est de 1 214 mm, avec 12,6 jours de précipitations en janvier et 10,4 jours en juillet. Pour la période 1991-2020, la température moyenne annuelle observée sur la station météorologique de Météo-France la plus proche, « Medière », sur la commune de Médière à 11 km à vol d'oiseau, est de 11,5 °C et le cumul annuel moyen de précipitations est de 1 105,2 mm. 
La température maximale relevée sur cette station est de 40,2 °C, atteinte le 24 juillet 2019 ; la température minimale est de −17 °C, atteinte le 5 février 2012,,. 
Les paramètres climatiques de la commune ont été estimés pour le milieu du siècle (2041-2070) selon différents scénarios d'émission de gaz à effet de serre à partir des nouvelles projections climatiques de référence DRIAS-2020. Ils sont consultables sur un site dédié publié par Météo-France en novembre 2022.

## Urbanisme

### Typologie
Au 1er janvier 2024, Présentevillers est catégorisée commune rurale à habitat dispersé, selon la nouvelle grille communale de densité à 7 niveaux définie par l'Insee en 2022.
Elle est située hors unité urbaine. Par ailleurs la commune fait partie de l'aire d'attraction de Montbéliard, dont elle est une commune de la couronne,. Cette aire, qui regroupe 137 communes, est catégorisée dans les aires de 50 000 à moins de 200 000 habitants,.

### Occupation des sols
L'occupation des sols de la commune, telle qu'elle ressort de la base de données européenne d’occupation biophysique des sols Corine Land Cover (CLC), est marquée par l'importance des territoires agricoles (44,3 % en 2018), en diminution par rapport à 1990 (47 %). La répartition détaillée en 2018 est la suivante : 
forêts (42,5 %), terres arables (26,3 %), zones urbanisées (10,8 %), prairies (10,7 %), zones agricoles hétérogènes (7,3 %), mines, décharges et chantiers (2,4 %). L'évolution de l’occupation des sols de la commune et de ses infrastructures peut être observée sur les différentes représentations cartographiques du territoire : la carte de Cassini (XVIIIe siècle), la carte d'état-major (1820-1866) et les cartes ou photos aériennes de l'IGN pour la période actuelle (1950 à aujourd'hui).

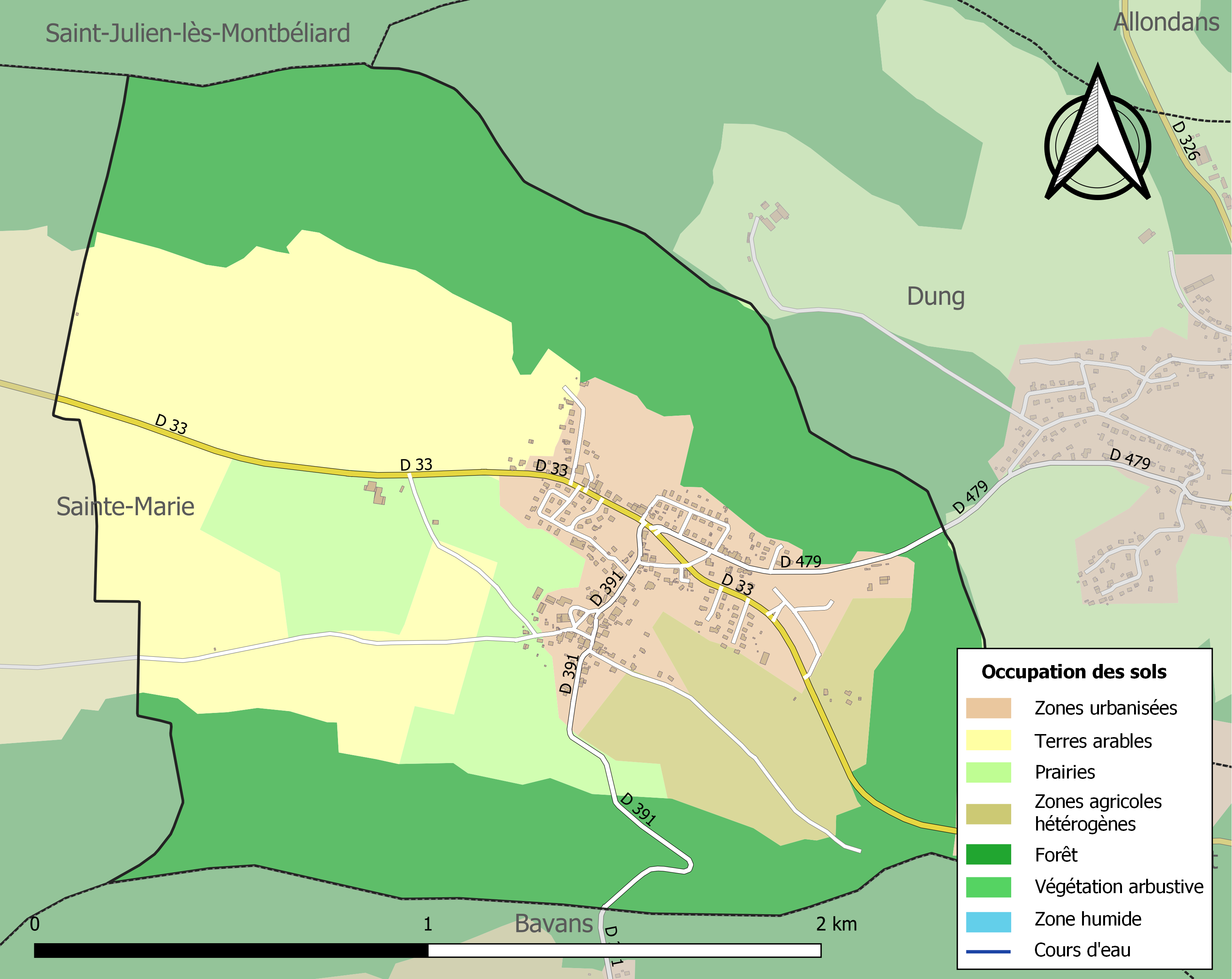
Carte des infrastructures et de l'occupation des sols de la commune en 2018 (CLC).

## Histoire
Présentevillers appartenait au comté de Montbéliard qui fut rattaché à la France en 1793.
Il existait au Moyen Âge une famille noble à Présentevillers.
Ses armoiries étaient : chevronné d'or et de gueules de six pièces (c'est le blason actuel de la commune).
Cette famille serait originaire du comté de Ferrette et elle posséda la seigneurie de Présentevillers et en porta le nom entre les XIIe et XVIe siècles. Parmi les rares personnages connus de cette famille, nous citerons :
- Eberhardt de Présentevillers, chevalier, qui est cité comme témoin en 1162 ;
- Thierry de Présentevillers, écuyer, né vers 1210, mort en 1250. Il fut tué dans un duel judiciaire ordonné entre lui et Jean de Corre au sujet de la possession d’un étang ;
- Anne ou Alix de Présentevillers, fille du précédent Thierry qui épousa Jacques de Vennes vers 1280 ;
- Jean de Présentevillers, conseiller du roi Philippe le Bon en 1466.

## Héraldique
| Blason de Présentevillers | Blason  | Chevronné de gueules et d'or.                    |
| Blason de Présentevillers | Détails | Le statut officiel du blason reste à déterminer. |

## Politique et administration

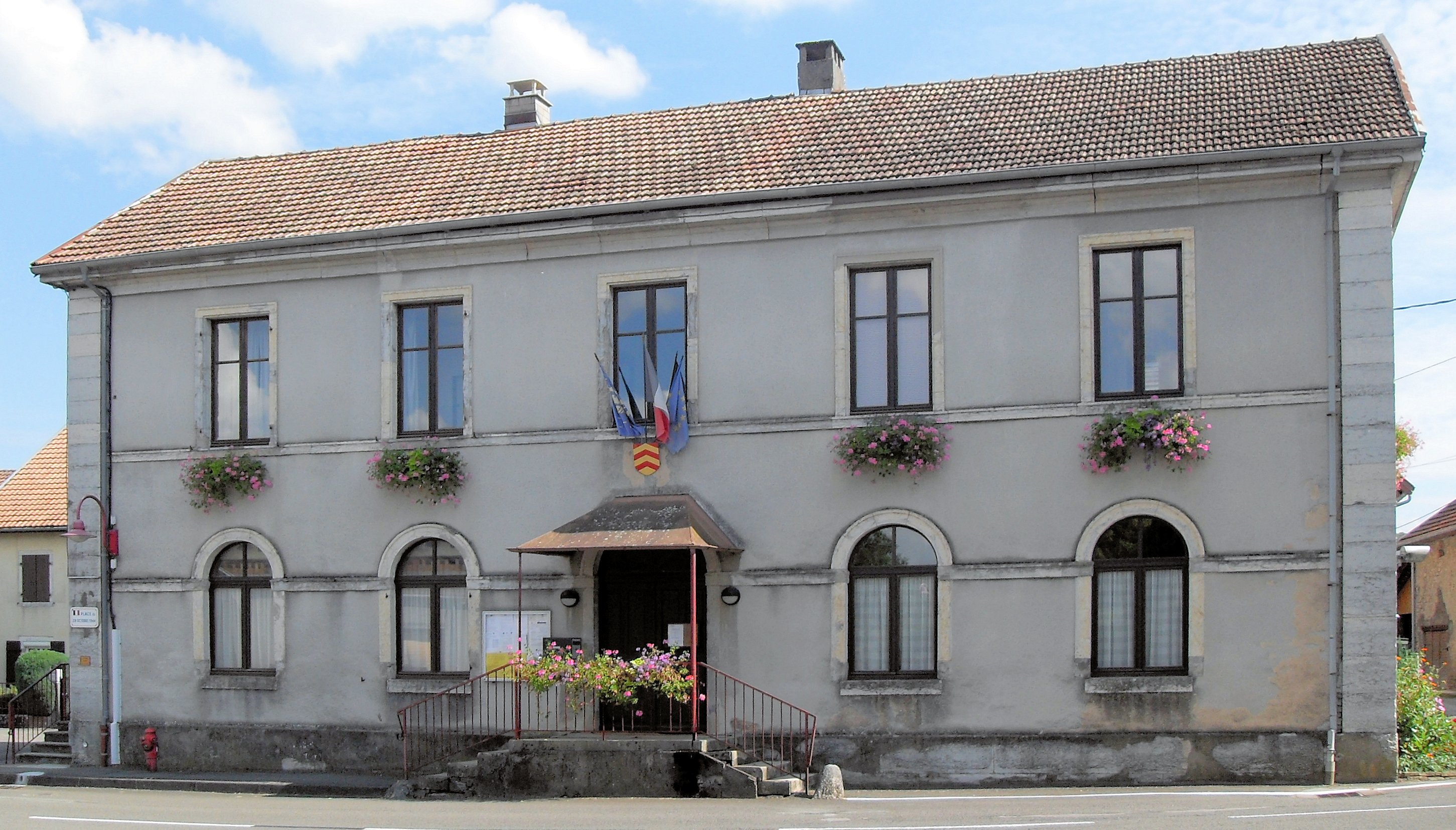
La mairie.

| Période                                  | Période                     | Identité                                        | Étiquette | Qualité         |
| ---------------------------------------- | --------------------------- | ----------------------------------------------- | --------- | --------------- |
| mars 1959                                | 1971                        | Arsène Tripard                                  |           |                 |
| mars 1971                                | 1977                        | Maurice Petetin                                 |           |                 |
| mars 1977                                | 1980                        | Christian Bourquin                              |           |                 |
| mars 1980                                | 1995                        | Paul Doriol                                     |           |                 |
| juin 1995                                | 2014                        | Daniel Jacottet                                 |           |                 |
| mars 2014                                | En cours (au 1er juin 2020) | Philippe Mathieu Réélu pour le mandat 2020-2026 | SE        | Agent technique |
| Les données manquantes sont à compléter. |                             |                                                 |           |                 |

## Démographie
L'évolution du nombre d'habitants est connue à travers les recensements de la population effectués dans la commune depuis 1793. Pour les communes de moins de 10 000 habitants, une enquête de recensement portant sur toute la population est réalisée tous les cinq ans, les populations de référence des années intermédiaires étant quant à elles estimées par interpolation ou extrapolation. Pour la commune, le premier recensement exhaustif entrant dans le cadre du nouveau dispositif a été réalisé en 2008.

En 2022, la commune comptait 468 habitants, en évolution de +3,31 % par rapport à 2016 (Doubs : +1,88 %, France hors Mayotte : +2,11 %).
| 1793 | 1800 | 1806 | 1821 | 1831 | 1836 | 1841 | 1846 | 1851 |
| ---- | ---- | ---- | ---- | ---- | ---- | ---- | ---- | ---- |
| 241  | 229  | 221  | 242  | 309  | 301  | 304  | 313  | 333  |

| 1856 | 1861 | 1866 | 1872 | 1876 | 1881 | 1886 | 1891 | 1896 |
| ---- | ---- | ---- | ---- | ---- | ---- | ---- | ---- | ---- |
| 291  | 322  | 305  | 290  | 276  | 274  | 278  | 235  | 219  |

| 1901 | 1906 | 1911 | 1921 | 1926 | 1931 | 1936 | 1946 | 1954 |
| ---- | ---- | ---- | ---- | ---- | ---- | ---- | ---- | ---- |
| 216  | 213  | 177  | 230  | 210  | 219  | 196  | 203  | 218  |

| 1962 | 1968 | 1975 | 1982 | 1990 | 1999 | 2006 | 2008 | 2013 |
| ---- | ---- | ---- | ---- | ---- | ---- | ---- | ---- | ---- |
| 248  | 309  | 398  | 514  | 489  | 489  | 478  | 475  | 452  |

| 2018 | 2022 | - | - | - | - | - | - | - |
| ---- | ---- | - | - | - | - | - | - | - |
| 456  | 468  | - | - | - | - | - | - | - |

## Lieux et monuments
- Temple : construit en 1850, rénové au début des années 2000.

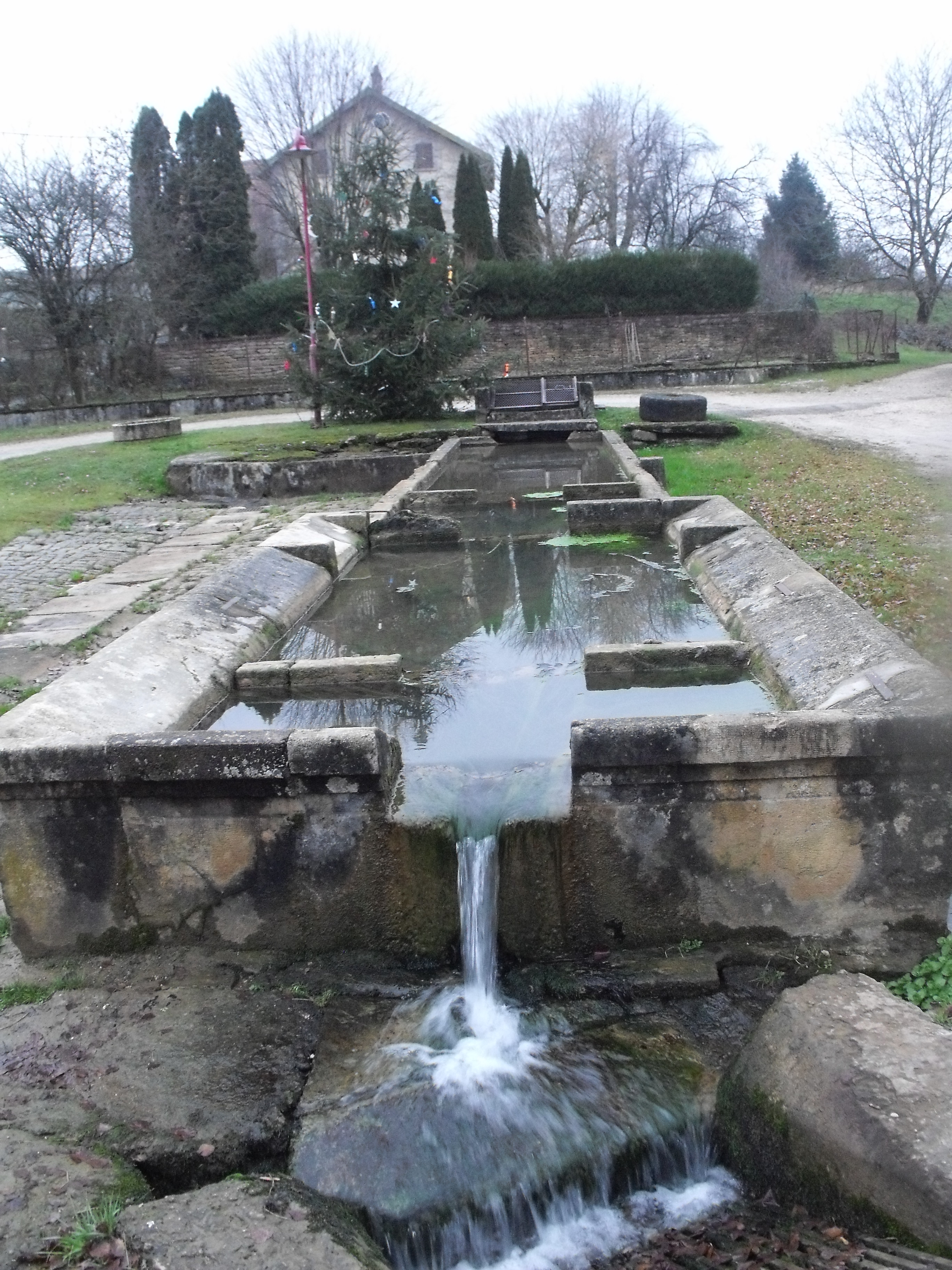
Fontaine.
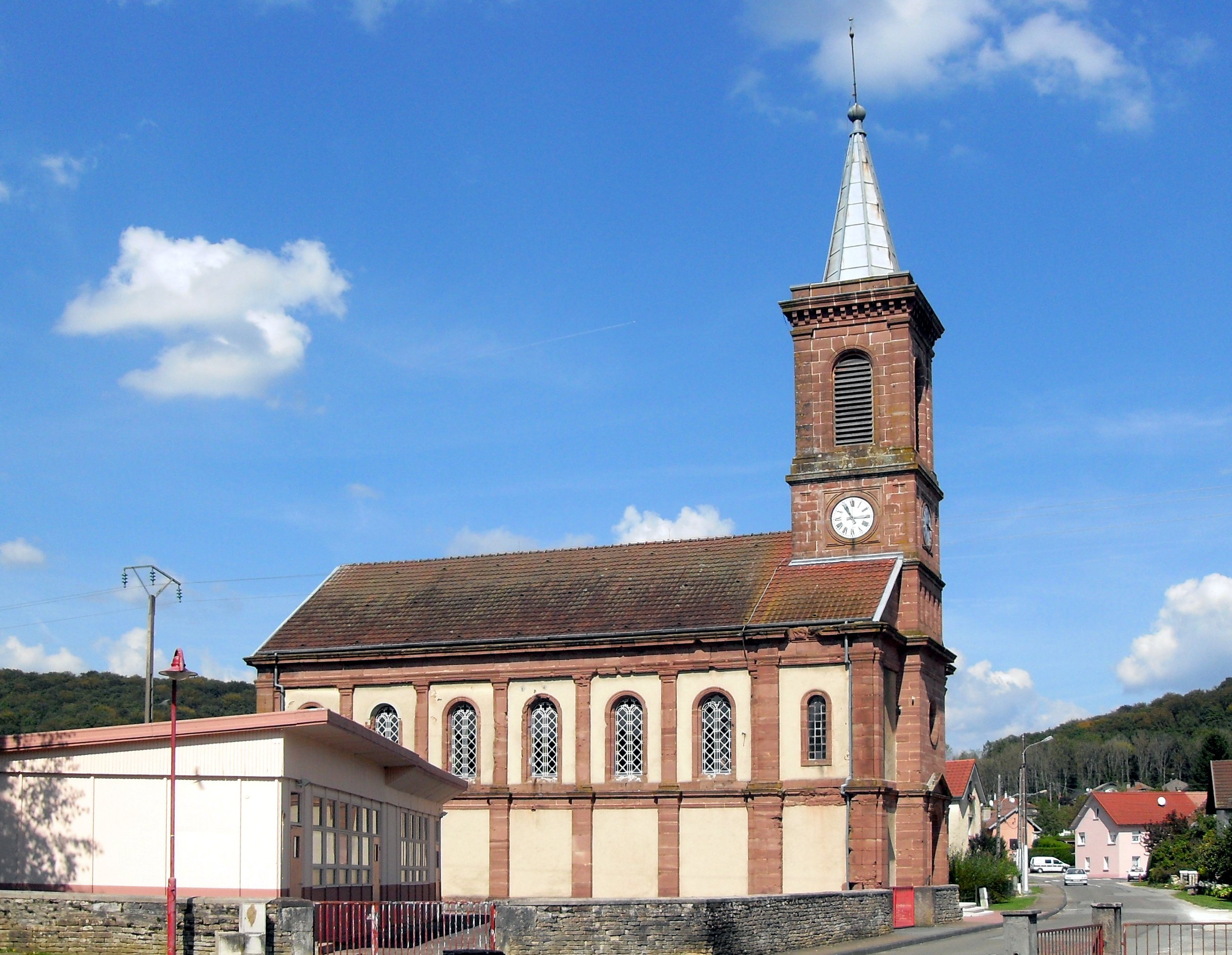
Temple.

## Personnalités liées à la commune
- Jacky Boxberger (1949-2001), athlète, est enterré au cimetière de la commune.
- Aurélie Chaboudez, athlète.